# 第6回十字軍

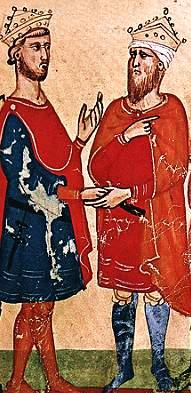
フリードリヒ2世(左)と会見するアル＝カーミル(右)

第6回十字軍（だいろっかいじゅうじぐん、1228年 - 1229年）は、神聖ローマ皇帝兼シチリア王フリードリヒ2世が破門されたまま遠征した十字軍。戦闘を交えることなく、アイユーブ朝のスルタンアル＝カーミルとの交渉によりエルサレムを取り戻すことに成功した。

## 背景
第5回十字軍は失敗に終わり、原因の一つとして、教皇ホノリウス3世との交渉により1220年に皇帝に戴冠し、十字軍遠征を誓いながら出発しなかったフリードリヒ2世が非難された。ホノリウス3世も破門をちらつかせて、新たな十字軍の遠征を迫った。しかし、元々宗教的に寛容なシチリア王国に育ったフリードリヒ2世は十字軍には熱狂せず、十字軍をイタリア政策における教皇との交渉材料として認識しており、地中海からパレスチナに神聖ローマ帝国＝シチリア王国の勢力を拡大することを目的としていた。
1225年にはエルサレム王ジャン・ド・ブリエンヌの要請に応えて、その娘でエルサレム女王であるイザベル2世と結婚し、エルサレム王位を得た。しかし、さらに2年間の引き延ばしを行い、1227年に出発してブリンディシュまで行ったが、疫病が流行して多くの将兵が命を落とし、従軍していたテューリンゲン方伯ルートヴィヒ4世も死亡したため引き返してしまった。同年に友好的だったホノリウス3世が亡くなり、新たに教皇となったグレゴリウス9世は強硬派として知られており、この延期を誓約違反としてフリードリヒ2世を破門にした。

## 破門十字軍
フリードリヒ2世は破門を解くべく教皇と交渉を行ったが成功せず、遂に1228年6月に破門のまま十字軍に出発した。しかし破門された皇帝による十字軍に抵抗を感じて、帰国する者も多かった。9月7日にアッコンに到着したが、ここでも聖ヨハネ騎士団とテンプル騎士団は従わず、現地諸侯も協力に消極的だった。
しかしフリードリヒ2世には、かねてからアイユーブ朝とのコネクションが有り、出立前には既に予備交渉が行われていた。スルタンのアル＝カーミルは当時シリアの兄弟達と争っており、同盟を条件にエルサレムを返還する意向だった。ちょうどこの時期に、対立していた兄弟の1人であるダマスカスの領主が亡くなり、有利な状況になったアル＝カーミルとの交渉は難航した。しかし、アル＝カーミルはモンゴル帝国の脅威を感じており、ダマスカスも簡単に陥落しなかったため、1229年2月にエルサレム（岩のドームを除く）、ナザレ、シドン、ヤッファ、ベイルートを割譲する条件で10年間の休戦条約を締結した。
平和裡にエルサレムの奪回に成功したが、キリスト教徒側における評価は低かった。「イスラム側がこれほど弱気なら戦闘で勝利すれば、旧エルサレム王国領全てを取り戻せたかも知れない」、「最初から馴れ合いであり、十字軍の目的はイスラム教徒と戦うことである」、「城壁もないエルサレム（1217年にイスラム側により破壊されている）といくつかの都市を返還されても、これを維持するのは難しい」と言った批判が行われた。特にローマ教会側は破門皇帝の業績を認めなかった。
3月にフリードリヒ2世はエルサレムに入城し、戴冠式を行ったが、エルサレム総司教や聖ヨハネ騎士団とテンプル騎士団の総長は出席しなかった。イザベル2世は前年、コンラートを生んだ後に亡くなっているため、王としての正統性も疑わしく、現地諸侯の反応も芳しくなかった。わずかにドイツ騎士団総長などが出席する中で、自らの手でエルサレム王に戴冠した。
間もなく、イタリアにおいて教皇は破門皇帝に対する十字軍を宣言。軍隊を帝国に侵攻させたため、フリードリヒ2世はアッコンなどに代官をおいて5月に帰国の途についた。
第6回十字軍は、第1回とならんでエルサレムの奪還という成果にも関わらず、教会から十字軍と認められることもなく、むしろ十字軍を起こされて終了という皮肉な結末となった。

## その後
フリードリヒ2世はイタリアにおける教皇との争いに忙殺され、パレスチナへ赴くことはなかった。
1238年にはシャンパーニュ伯兼ナバラ王テオバルド1世が聖地エルサレムへの遠征軍を率いた（バロン十字軍）。教皇グレゴリウス9世は破門十字軍の成果を敵との妥協であると考え、武力によるイスラム教徒打倒を構想し、公式な十字軍を送ろうとしていた。しかし頓挫し、テオバルド1世ほかフランスの諸侯による小規模な出陣となったのである。
1239年夏にパレスチナに上陸した彼らがほとんど戦うことはなかった。既にエルサレムや他の領土はキリスト教徒側にある上、休戦が続いており、テオバルド1世らはアッコンの宮廷で詩をよんで過ごし、アスカロンで築城をした。彼らはカイロとダマスカスに分かれて戦うアイユーブ朝宮廷の双方から援軍としての同盟を持ちかけられ、交渉によりヨルダン川と地中海の間にエルサレム王国の領土を拡大し、ハッティンの戦い以前に匹敵するほどにした。これは領土的な成果としては第1回十字軍に匹敵するものであったが、現地の政治情勢に乗じた結果でありテオバルド1世の遠征前の意図とは異なった。1240年末、イングランドからコーンウォール伯リチャードが到来する前に、エルサレムの主導権争いを嫌いパレスチナを去った。グレゴリウス9世の意を受けて遠征したコーンウォール伯も戦うことはなく、アイユーブ朝からの領土受領とアスカロン築城をしただけで帰って行った。
1239年に休戦期限が切れた後、1243年にはフリードリヒ2世が聖地に置いた代官に対する現地諸侯の反乱が起き、フリードリヒ2世の支配は失われた。さらに1244年、モンゴルに追われて流浪して来たホラズムの一派がエジプトのアイユーブ朝に雇われ、ダマスカス政権の同盟国だったエルサレムを占領し、略奪と破壊を行った (エルサレム包囲戦 (1244年))。海岸での争いに没頭してきた現地諸侯は内陸からの攻撃に虚を突かれた。城壁のないエルサレムはやすやすと侵入を許し、聖墳墓や歴代エルサレム王の墓は破壊され貴重品は持ち去られ、キリスト教徒の多くは殺害された。これをきっかけに西欧では再度十字軍派遣の声が高まり、第7回十字軍が派遣される。